# Tushura
Tushura es una ciudad censal situada en el distrito de Balangir en el estado de Odisha (India). Su población es de 4823 habitantes (2011). Se encuentra a 29 km de Balangir y a 268 km de Bhubaneswar.

## Demografía
Según el censo de 2011 la población de Tushura era de 4823 habitantes, de los cuales 2475 eran hombres y 2348 eran mujeres. Tushura tiene una tasa media de alfabetización del 85,54%, superior a la media estatal del 72,87%: la alfabetización masculina es del 92,14%, y la alfabetización femenina del 78,60%.